# Hans-Boris Belck
Hans-Boris Alexander Belck (* 19. Januar 1929 in Apolda; † 29. September 2007 in São Paulo)  war ein deutsch-brasilianischer Mathematiker und Physiker, bekannt für eine Arbeit in der Graphentheorie.
Belck floh mit 16 Jahren vor den russischen Truppen aus Bromberg nach Erfurt. Während er die 7. Klasse der Oberschule besuchte, konnte er dank Empfehlungsschreiben seines ehemaligen Schuldirektors schon Physik und Mathematik an der Universität Jena studieren. Am Ende des ersten Semesters legte er mit 17 Jahren nachträglich sein Abitur ab. Er studierte Mathematik an der Johann Wolfgang Goethe-Universität Frankfurt am Main, studierte ein Jahr in der Schweiz und erhielt nach der Rückkehr im Dezember 1948 in Frankfurt das Diplom in Mathematik. Im Juni 1949 wurde er bei Ruth Moufang in Mathematik promoviert (Reguläre Faktoren von Graphen). Mit 20 Jahren war er damals der jüngste Doktor in Deutschland. 1950 ging er in die USA zu General Electric. Dort befasste er sich mit Magnetbandaufzeichnungen in Analogrechnern, was auch Thema seiner Dissertation am Rensselaer Polytechnic Institute war, an dem er 1954 in Physik promovierte. 1960 erhielt er ein US-Patent (System for recording and reproducing signal waves). 1956 ging er nach Brasilien, wo er 1957 heiratete und drei Kinder hatte. 1964 gründete er die Elektronikfirma Amelco S.A. - Ind. Elektronika S.A. Auch in Brasilien hielt er mehrere Patente.
Belck veröffentlichte nur eine mathematische Arbeit, die aber sehr einflussreich war und aus seiner Dissertation entstand. Sie gehört mit Arbeiten von William Thomas Tutte und Tibor Gallai zu den frühen Arbeiten zur Faktorisierung von Graphen und zum Matching. Darin enthalten war das erste allgemeine Kriterium für k-Faktoren und der erste rein graphentheoretische Beweis des 1-Faktor-Satzes von Tutte.
Belck entwickelte in Brasilien einen Wirtschaftsplan gegen Inflation (Plano Cruzado), der von der brasilianischen Regierung 1986 übernommen wurde.
Er war Mitglied der American Mathematical Society.